# Electric Mary
 (décembre 2012).
Si vous disposez d'ouvrages ou d'articles de référence ou si vous connaissez des sites web de qualité traitant du thème abordé ici, merci de compléter l'article en donnant les références utiles à sa vérifiabilité et en les liant à la section « Notes et références ».
Electric Mary est un groupe de rock australien, originaire de Melbourne et fondé en 2003.

## Historique
Leur tout premier album s'appelle Four Hands High et est publié un an après la formation du groupe, ayant eu lieu en 2003.
Leurs deux albums suivants, Down to the Bone, sorti en 2009 chez Bad Reputation, et le tout récent III, sorti en 2011 chez Listenable Records, sont disponibles en France.
Le groupe a accompagné les plus grands groupes en tournée, de Deep Purple à Judas Priest, en passant par Glenn Hughes, Whitesnake et Alice Cooper…
Depuis 2009, le groupe se produit très régulièrement en Europe, à l'occasion de tournées qui rassemblent de plus en plus de fans.
En 2010, ils sont présents sur la scène 1 du Hellfest, à Clisson (Loire-Atlantique).
La tournée européenne 2012 se déroule en France, Espagne et au Royaume-Uni.
Fin 2012, le batteur Stephen "Venom" Brown décide de quitter le groupe et est remplacé par Davey Porter, un ami de longue date de Rusty.
En 2014, le groupe sort l'EP The Last Great Hope. Le groupe se produit à Paris le 29 novembre 2014 au Nouveau Casino. Le groupe doit cependant rapidement se mettre en suspens, Davey Porter se fracturant la cheville en tombant du toit de sa maison.
Electric Mary fait son retour en France pour une tournée passant par Marseille le 18 octobre 2016, Puget sur Argens le 19, Nantes le 21 et Paris le 22 octobre au Petit Bain pour promouvoir la sortie de l'album live Alive in Hell Dorado.
Le 1er novembre 2017, le groupe sort le clip de la chanson Woman annonçant la sortie imminente de leur nouvel album : Mother, finalement publié le 15 février 2019.

## Membres
Actuels
- Rusty : Chant
- Pete Robinson : Guitare, chœurs
- Brett Wood : Guitare, chœurs
- Alex Raunjak : Basse, chœurs
- Davey Porter : Batterie

Anciens
- Irwin Thomas
- Glenn Proudfoot
- Stephen "Venom" Brown
- Fox Fagon
- Andy MacIver

## Discographie
- 2004 : Four Hands High
- 2008 : Down To the Bone
- 2011 : III
- 2012 : From the Vault
- 2019 : Mother[7]